# Kościół św. Stanisława Kostki w Maszkowie
Kościół św. Stanisława Kostki w Maszkowie – katolicki kościół filialny zlokalizowany we wsi Maszkowo w gminie Nowogard, w powiecie goleniowskim (województwo zachodniopomorskie). Jest filiałem parafii Matki Bożej Różańcowej w Żabowie.

## Historia i architektura
Murowany z granitowych ciosów, utrzymany w stylu neogotyckim kościół wzniesiony został w XIX wieku. Sytuowany na rzucie prostokąta, kryty jest dachem dwuspadowym. W bocznych ścianach nawy znajdują się potrójne, zamknięte ostrołukowo okna z maswerkami. Dwa podobne okna znajdują się w prezbiterium. Z korpusu wyrasta ryzalitowa wieża, w wyższej partii murowana z cegły, nakryta dachem namiotowym. W wieży umieszczony jest obmurowany cegłą portal wejściowy.
Wnętrze kościoła nakrywa drewniany, belkowany strop. W zachodniej części nawy znajduje się empora, pod którą umieszczona jest nieduża zakrystia. Oryginalne wyposażenie kościoła nie zachowało się.
Po II wojnie światowej kościół został konsekrowany jako świątynia katolicka w dniu 1 stycznia 1947 roku przez księdza Bogdana Szczepanowskiego TChr.